# Teorema da contração
O teorema da contração estabelece a existência e unicidade de pontos fixos para aplicação contrativas em espaços métricos completos compactos. É muito semelhante com o teorema do ponto fixo de Banach, porém não exige que a contração seja uniforme mas exige que o espaço seja compacto.

## Definições e enunciado
Seja {\displaystyle \mathbb {X} \,} um espaço métrico completo compacto e {\displaystyle f:\mathbb {X} \to \mathbb {X} \,} uma aplicação.
Diz-se que {\displaystyle f\,} é uma contração se:
{\displaystyle d(f(x),f(y))<d(x,y)~~~\forall x\neq y\in \mathbb {X} \,}
O teorema afirma que então existe um único ponto {\displaystyle x^{*}\,} tal que:
{\displaystyle f(x^{*})=x^{*}\,}
Observe que toda contração é uma função contínua.

## Demonstração da unicidade
Suponha que {\displaystyle f\,} admita dois pontos fixos diferentes {\displaystyle x^{*}\,} e {\displaystyle y^{*}\,}. Então:
{\displaystyle d(x^{*},y^{*})=d(f(x^{*}),f(y^{*}))<d(x^{*},y^{*})\,}, um absurdo.

## Demonstração da existência
Defina a função auxiliar {\displaystyle h:\mathbb {X} \to \mathbb {R} \,} como:
{\displaystyle h(x)={\hbox{d}}(x,f(x))\,}
Esta função é contínua, pois {\displaystyle f\,} o é, logo assume um mínimo     no compacto {\displaystyle \mathbb {X} \,}:
{\displaystyle \delta =\inf _{x\in \mathbb {X} }h(x)=h(x^{*})}
, para algum {\displaystyle x^{*}\in \mathbb {X} \,}.
Resta-nos mostrar que {\displaystyle x^{*}\,} é um ponto fixo de {\displaystyle f\,}, o que equivale a mostrar que {\displaystyle \delta =0\,}.
Mas, {\displaystyle \delta \geq 0\,}, se acontecer a desigualdade estrita {\displaystyle \delta >0\,}, podemos definir {\displaystyle y^{*}=f(x^{*})\,} e temos:
- {\displaystyle d(x^{*},y^{*})=d(x^{*},f(x^{*}))\geq \delta >0}, assim {\displaystyle x^{*}\neq y^{*}}

{\displaystyle \delta \leq h(y^{*})\,}, do fato de ser mínimo.
{\displaystyle \delta \leq d(y^{*},f(y^{*}))=d(f(x^{*}),f(y^{*}))<d(x^{*},y^{*})=\delta \,}, um absurdo.
E o resultado segue.